# Jean-Marie Dubuard (olim Jean Marin-Dubuard)
Jean Marin Dubuard, alias Dubuat, né le 24 novembre 1769 à Nogent-le-Rotrou (Eure-et-Loir), mort le 27 janvier 1837 à La Fère (Aisne), est un colonel français de la Révolution et de l’Empire.

## États de service
Il entre en service le 22 novembre 1787, comme canonnier dans le 4e régiment d’artillerie à pied, et en 1792, il participe à l’expédition de Savoie, puis en 1793, il est devant Nice.
Le 1er août 1793, il passe dans le 5e régiment d’artillerie à cheval, avec le grade de brigadier, et il fait la campagne de l’an II à l’armée des Alpes. Il est nommé maréchal des logis le 9 août 1794, et de l’an III à l’an V, il se trouve à l’armée du Rhin. Il se distingue le 24 juin 1796, à la prise de la redoute de Kehl, où il est blessé d’un éclat d’obus à la jambe.
Embarqué avec l’armée d’Orient, il est affecté dans l’artillerie des guides le 5 octobre 1798, et il est blessé d’un coup de feu le 21 octobre suivant, lors de la révolte du Caire. Pendant le siège de Saint-Jean-d’Acre, il est blessé d’un coup de feu à la jambe, et il sauve par deux fois, par son courage et son sans froid, la batterie qu’il sert, et qui est assaillie par un nombre considérable d’ennemis. Il se signale le 25 juillet 1799, à la bataille d’Aboukir, où il est nommé lieutenant en second sur le champ de bataille.
Le 3 janvier 1800, il est admis dans l’artillerie de la Garde des consuls, et il est envoyé en Italie, où il est blessé d’un coup de boulet à la jambe le 6 juin 1800, au passage du Pô. Il est promu lieutenant en premier le 18 juillet 1800, et capitaine en second le 6 mars 1802.
Il est employé à l’armée des côtes de l’Océan, durant les ans XII et XIII, et à la Grande Armée de l’an XIV à 1807. Il est fait chevalier de la Légion d’honneur le 24 septembre 1803.
Capitaine commandant dans l’artillerie à cheval de la Garde impériale, à la bataille d’Eylau le 8 février 1807, il est blessé d’un éclat d’obus. Le 18 août 1808, il est nommé chef de bataillon dans l’artillerie à pied de la Garde impérial, et il prend part à la guerre en Espagne.
En 1809, il se trouve en Allemagne, et il montre tant de valeur lors de la bataille de Wagram, que l’Empereur, pour lui témoigner dignement sa haute satisfaction, le fait officier de la Légion d’honneur le 9 juillet 1809, puis le nomme chef d’escadron dans l’artillerie à cheval de la Garde impériale le jour même, et l’élève au grade de major colonel de ce corps le 12 juillet suivant.
En 1810 et 1811, il est employé à l’armée d’Espagne, et il est créé baron de l’Empire le 6 juin 1811. En 1812, il participe à la campagne de Russie. Le 24 octobre 1812, à la Bataille de Maloyaroslavets, il est blessé d’un coup de boulet à la cuisse. En 1813, il fait la campagne de Saxe, et en 1814, celle de France, où il est blessé d’un éclat d’obus le 29 janvier 1814, à la Bataille de Brienne. Il est fait commandeur de la Légion d’honneur le 2 avril 1814.
Lors de la première restauration, il est mis en non activité le 1er août 1814, et il est admis à la retraite le 24 décembre suivant.
Pendant les Cent-Jours, il est rappelé à l’activité, et le 11 avril 1815, il occupe un poste de chef d’escadron dans le régiment d'artillerie à cheval de la Garde impériale. Il combat vaillamment à la bataille de Waterloo, et il y est blessé d’un coup de sabre. Réformé sans traitement le 6 septembre 1815, il est admis à pension de retraite le 4 avril 1817.
Rétabli le 8 décembre 1830, sur les contrôles d’activité, il est mis en disponibilité le 27 du même mois. Il est admis à la retraite le 1er août 1834.
Il meurt le 27 janvier 1837, à La Fère.

## Dotation
- Le 1er février 1808, donataire d’une rente de 1 000 francs sur le Mont-de-Milan.
- Le 15 mars 1810, donataire d’une rente de 4 000 francs sur le Hanovre.

## Armoiries
| Figure | Nom du baron et blasonnement |
| ------ | --- |
|        | Armes du baron Jean Marin Dubuard et de l'Empire, décret du 15 mars 1810, lettres patentes du 6 juin 1811, commandeur de la Légion d'honneur Coupé, au premier parti à dextre losangé d'azur et d'argent, chargé en abîme d'une billette de gueules ; à sénestre des barons tirés de l'armée ; au deuxième de sinople au crocodile passant, contourné d'or, surmonté d'un comble cousu d'azur chargé d'une étoile entre deux bombes, le tout d'argent - Livrées : les couleurs de l'écu, le verd en bordure seulement. |

## Famille
Il épouse Agathe Pauline Françoise Flavigny qui lui donne un fils, né le 30 décembre 1813 à la Fère, enregistré à l'état civil sous les nom et prénom de Marin-Dubuard Auguste. (Rectification à l'état civil de La Fère le 26 juillet 1837 en Dubuard Auguste).

## Rectification d'état civil
- Alors qu'il est en garnison à La Fère le colonel Jean-Marie Dubuard (autrefois : Jean Marin-Dubuard), est le père d'un nouveau-né, qui reçoit les nom et prénom d'Auguste Marin-Dubuard, le 30 décembre 1813. Le 26 juillet 1837, l'acte de naissance est reconstitué sous le nom de Dubuard (jugement au tribunal de Laon. Acte no 193 de La Fère).

- Le colonel était répertorié dans les annales du Premier Empire et connu sous le nom de Jean Marin Dubuat[2]. Cette confusion est rectifiée, autant que faire se peut, dans les articles Wikipédia, la famille Marin Dubuard étant subsistante (voir page de discussion).

## Sources
- A. Lievyns, Jean Maurice Verdot, Pierre Bégat, Fastes de la Légion-d'honneur, biographie de tous les décorés accompagnée de l'histoire législative et réglementaire de l'ordre, Tome 1, Bureau de l’administration, 1842, 654 p. (lire en ligne), p. 618.
- « Cote LH/818/12 », base Léonore, ministère français de la Culture
- Vicomte Révérend, Armorial du premier empire, tome 2, Honoré Champion, libraire, Paris, 1897, p. 87.
- « La noblesse d’Empire » (consulté le 3 novembre 2015)